# سرهی کانداوروف
سرهی کانداوروف (اوکراینی: Сергі́й Ві́кторович Кандау́ров؛ زادهٔ ۲ فوریهٔ ۱۹۷۲) بازیکن فوتبال اهل اتحاد جماهیر شوروی سوسیالیستی است.
از باشگاه‌هایی که در آن بازی کرده‌است می‌توان به باشگاه فوتبال سالگیروش، باشگاه فوتبال متالیست خارکوف، باشگاه فوتبال مکابی حیفا، و باشگاه فوتبال بنفیکا اشاره کرد.
وی همچنین در تیم ملی فوتبال اوکراین بازی کرده‌است.